# بريك بريدن
بريك بريدن هو لاعب كرة سلة وسياسي أمريكي، ولد في 4 يناير 1904 في أوسيولا (ميزوري) في الولايات المتحدة، وتوفي في 13 أغسطس 1977 في بوزيمان في الولايات المتحدة. انتخب عضو مجلس ولاية مونتانا ‏.